# Tripteroides perplexus
Tripteroides perplexus är en tvåvingeart som beskrevs av Peters 1963. Tripteroides perplexus ingår i släktet Tripteroides och familjen stickmyggor. Inga underarter finns listade i Catalogue of Life.